# 다우천 크루스
다우천 크루스(네덜란드어: Doutzen Kroes, 1985년 1월 23일 ~ )는 네덜란드의 모델이다.

## 출연 작품
- 원더우먼

## 같이 보기
- 빅토리아 시크릿 패션 쇼